# Xueye
Xueye (kinesiska: 雪野镇, 雪野) är en köping i Kina. Den ligger i provinsen Shandong, i den östra delen av landet, omkring 54 kilometer sydost om provinshuvudstaden Jinan. Antalet invånare är 41 629. Befolkningen består av 20 697 kvinnor och 20 932 män. Barn under 15 år utgör 15,0 %, vuxna 15-64 år 72 %, och äldre över 65 år 12,0 %.
Genomsnittlig årsnederbörd är 840 millimeter. Den regnigaste månaden är juli, med i genomsnitt 284 mm nederbörd, och den torraste är januari, med 7 mm nederbörd.